# Loris Stecca
Loris Stecca (* 30. März 1960 in Santarcangelo di Romagna, Italien) ist ein ehemaliger italienischer Boxer im Superbantamgewicht. Er wurde von Umberto Branchini gemanagt und von Elio Ghelfi trainiert.

## Profi
Am 18. Oktober 1980 gab er erfolgreich sein Profidebüt. Am 22. Februar 1984 wurde er Weltmeister der WBA, als er Leonardo Cruz durch technischen K.o. in Runde 12 bezwang. Diesen Titel verlor er bereits in seiner ersten Titelverteidigung im Mai desselben Jahres an Victor Callejas.
Im Jahre 1988 beendete er seine Karriere.